# Grand Prix moto de la Communauté valencienne 2003
Le Grand Prix de la Communauté valencienne 2003 était la dernière épreuve du championnat du monde de vitesse moto 2003. Il a eu lieu du 31 octobre au 2 novembre 2003 sur le circuit de Valence. C'est la 5e édition du Grand Prix moto de la Communauté valencienne.

## Classement Moto GP
| Pos. | Pilote            | Constructeur | Temps/Écart     | Grille | Points |
| ---- | ----------------- | ------------ | --------------- | ------ | ------ |
| 1    | Valentino Rossi   | Honda        | 47 min 13 s 078 | 1      | 25     |
| 2    | Sete Gibernau     | Honda        | +0 s 681        | 2      | 20     |
| 3    | Loris Capirossi   | Ducati       | +11 s 227       | 3      | 16     |
| 4    | Max Biaggi        | Honda        | +16 s 293       | 6      | 13     |
| 5    | Carlos Checa      | Yamaha       | +20 s 868       | 5      | 11     |
| 6    | Alex Barros       | Yamaha       | +30 s 851       | 8      | 10     |
| 7    | Troy Bayliss      | Ducati       | +37 s 770       | 10     | 9      |
| 8    | Colin Edwards     | Aprilia      | +38 s 922       | 7      | 8      |
| 9    | Norifumi Abe      | Yamaha       | +40 s 229       | 11     | 7      |
| 10   | Makoto Tamada     | Honda        | +46 s 500       | 13     | 6      |
| 11   | Kenny Roberts Jr  | Suzuki       | +1 min 01 s 496 | 18     | 5      |
| 12   | Jeremy McWilliams | Proton       | +1 min 04 s 510 | 15     | 4      |
| 13   | John Hopkins      | Suzuki       | +1 min 05 s 191 | 17     | 3      |
| 14   | Ryuichi Kiyonari  | Honda        | +1 min 06 s 012 | 20     | 2      |
| 15   | Noriyuki Haga     | Aprilia      | +1 min 06 s 154 | 22     | 1      |
| 16   | Nicky Hayden      | Honda        | +1 min 11 s 432 | 4      |        |
| 17   | Nobuatsu Aoki     | Proton       | +1 min 26 s 736 | 19     |        |
| 18   | Andrew Pitt       | Kawasaki     | +1 min 27 s 016 | 16     |        |
| 19   | Garry McCoy       | Kawasaki     | +1 min 27 s 450 | 14     |        |
| 20   | David de Gea      | Sabre V4     | +1 tour         | 23     |        |
| Abd. | Olivier Jacque    | Yamaha       | Abandon         | 21     |        |
| Abd. | Tohru Ukawa       | Honda        | Abandon         | 9      |        |
| Abd. | Shinya Nakano     | Yamaha       | Abandon         | 12     |        |

## Classement 250 cm3
| Pos  | Pilote            | Constructeur | Temps/Écart     | Grille | Points |
| ---- | ----------------- | ------------ | --------------- | ------ | ------ |
| 1    | Randy de Puniet   | Aprilia      | 44 min 01 s 924 | 1      | 25     |
| 2    | Toni Elías        | Aprilia      | +0 s 072        | 2      | 20     |
| 3    | Manuel Poggiali   | Aprilia      | +12 s 810       | 4      | 16     |
| 4    | Sylvain Guintoli  | Aprilia      | +22 s 496       | 3      | 13     |
| 5    | Fonsi Nieto       | Aprilia      | +30 s 731       | 7      | 11     |
| 6    | Sebastian Porto   | Honda        | +32 s 381       | 9      | 10     |
| 7    | Roberto Rolfo     | Honda        | +35 s 547       | 10     | 9      |
| 8    | Franco Battaini   | Aprilia      | +36 s 987       | 6      | 8      |
| 9    | Éric Bataille     | Honda        | +38 s 672       | 12     | 7      |
| 10   | Alex Debón        | Honda        | +41 s 748       | 5      | 6      |
| 11   | Naoki Matsudo     | Yamaha       | +55 s 156       | 8      | 5      |
| 12   | Dirk Heidolf      | Aprilia      | +1 min 03 s 117 | 18     | 4      |
| 13   | Chaz Davies       | Aprilia      | +1 min 08 s 018 | 15     | 3      |
| 14   | Jakub Smrž        | Honda        | +1 min 18 s 041 | 16     | 2      |
| 15   | Radomil Rous      | Aprilia      | +1 min 24 s 071 | 19     | 1      |
| 16   | Alvaro Molina     | Aprilia      | +1 min 29 s 994 | 26     |        |
| 17   | Johann Stigefelt  | Aprilia      | +1 min 32 s 471 | 21     |        |
| 18   | Henk vd Lagemaat  | Honda        | +1 tour         | 27     |        |
| 19   | Lukas Pesek       | Yamaha       | +1 tour         | 25     |        |
| 20   | Patrick Lakerveld | Aprilia      | +2 tours        | 28     |        |
| Abd. | Erwan Nigon       | Aprilia      | Abandon         | 17     |        |
| Abd. | Anthony West      | Aprilia      | Abandon         | 13     |        |
| Abd. | Alex Baldolini    | Aprilia      | Abandon         | 24     |        |
| Abd. | Hugo Marchand     | Aprilia      | Abandon         | 23     |        |
| Abd. | Christian Gemmel  | Honda        | Abandon         | 20     |        |
| Abd. | Jaroslav Huleš    | Yamaha       | Abandon         | 14     |        |
| Abd. | Joan Olive        | Aprilia      | Abandon         | 22     |        |
| Abd. | Héctor Faubel     | Aprilia      | Abandon         | 11     |        |

## Classement 125 cm3
| Pos  | Pilote            | Constructeur | Temps/Écart     | Grille | Points |
| ---- | ----------------- | ------------ | --------------- | ------ | ------ |
| 1    | Casey Stoner      | Aprilia      | 40 min 27 s 662 | 8      | 25     |
| 2    | Steve Jenkner     | Aprilia      | +0 s 268        | 13     | 20     |
| 3    | Héctor Barberá    | Aprilia      | +1 s 101        | 4      | 16     |
| 4    | Marco Simoncelli  | Aprilia      | +3 s 205        | 3      | 13     |
| 5    | Mirko Giansanti   | Aprilia      | +8 s 760        | 11     | 11     |
| 6    | Álvaro Bautista   | Aprilia      | +8 s 888        | 7      | 10     |
| 7    | Pablo Nieto       | Aprilia      | +12 s 265       | 2      | 9      |
| 8    | Andrea Dovizioso  | Honda        | +16 s 738       | 5      | 8      |
| 9    | Lucio Cecchinello | Aprilia      | +21 s 089       | 15     | 7      |
| 10   | Gino Borsoi       | Aprilia      | +30 s 673       | 9      | 6      |
| 11   | Jorge Lorenzo     | Derbi        | +32 s 847       | 17     | 5      |
| 12   | Gabor Talmacsi    | Aprilia      | +32 s 954       | 21     | 4      |
| 13   | Stefano Perugini  | Aprilia      | +33 s 349       | 6      | 3      |
| 14   | Robbin Harms      | Aprilia      | +34 s 889       | 14     | 2      |
| 15   | Masao Azuma       | Honda        | +34 s 958       | 31     | 1      |
| 16   | Max Sabbatani     | Aprilia      | +40 s 633       | 24     |        |
| 17   | Roberto Locatelli | KTM          | +45 s 678       | 18     |        |
| 18   | Fabrizio Lai      | Malaguti     | +50 s 241       | 19     |        |
| 19   | Julián Simón      | Malaguti     | +50 s 313       | 22     |        |
| 20   | Sergio Gadea      | Aprilia      | +58 s 305       | 29     |        |
| 21   | Stefano Bianco    | Gilera       | +58 s 315       | 23     |        |
| 22   | Imre Tóth         | Honda        | +1 min 23 s 309 | 26     |        |
| 23   | Ismael Ortega     | Aprilia      | +1 min 33 s 631 | 35     |        |
| 24   | Emilio Alzamora   | Derbi        | +1 min 39 s 042 | 28     |        |
| Abd. | Dario Giuseppetti | Honda        | Abandon         | 30     |        |
| Abd. | Michele Danese    | Honda        | Abandon         | 37     |        |
| Abd. | Arnaud Vincent    | Aprilia      | Abandon         | 12     |        |
| Abd. | Gioele Pellino    | Aprilia      | Abandon         | 36     |        |
| Abd. | Mike Di Meglio    | Honda        | Abandon         | 25     |        |
| Abd. | Simone Corsi      | Honda        | Abandon         | 33     |        |
| Abd. | Andrea Ballerini  | Honda        | Abandon         | 32     |        |
| Abd. | Alex De Angelis   | Aprilia      | Abandon         | 1      |        |
| Abd. | Youichi Ui        | Gilera       | Abandon         | 16     |        |
| Abd. | Mika Kallio       | KTM          | Abandon         | 10     |        |